# Saint-Auban-d'Oze
 Saint-Auban-d'Oze  es una comuna y población de Francia, en la región de Provenza-Alpes-Costa Azul, departamento de Altos Alpes, en el distrito de Gap y cantón de Veynes. Está integrada en la Communauté de communes des Deux Buëch.

## Demografía
| 57 | 52 | 40 | 59 | 64 | 67 |
| Para los censos de 1962 a 1999 la población legal corresponde a la población sin duplicidades (Fuente: INSEE [Consultar]) |    |    |    |    |    |